# Mekar Jaya (Ulu Talo)
Mekar Jaya is een bestuurslaag in het regentschap Seluma van de provincie Bengkulu, Indonesië. Mekar Jaya telt 736 inwoners (volkstelling 2010).